# Sauris erebata
Sauris erebata là một loài bướm đêm trong họ Geometridae.